# Mangouste naine orientale
Helogale hirtula
 (janvier 2013).
Si vous disposez d'ouvrages ou d'articles de référence ou si vous connaissez des sites web de qualité traitant du thème abordé ici, merci de compléter l'article en donnant les références utiles à sa vérifiabilité et en les liant à la section « Notes et références ».
Espèce
Statut de conservation UICN

 LC  : Préoccupation mineure
La mangouste naine orientale ou mangouste velue (Helogale hirtula) est une mangouste du genre Helogale découvert en 1904 par Thomas.

## Description
La mangouste naine orientale a une allure et une structure, de  mangouste naine du Sud mais elle a un pelage long et rude, gris fumée pointillé de clair ; et elle a des pattes plus foncées. Elle a le bas des joues claires, et le dessous nuancé d'ocre.

## Nourriture
La mangouste naine est carnivore, elle se nourrit de rongeurs, d'insectes, de scorpions et de reptiles. 

## Dimensions
Hauteur : 20 à 27 cm (debout et sans la queue). Queue : 15 à 20 cm. Poids : DD, données insuffisantes.

## Répartition

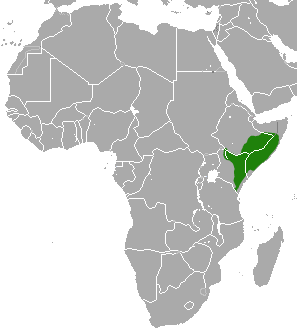
Carte de répartition de Helogale hirtula

Nord-Est du Kenya, et Sud et le centre de la Somalie, et l'Est et le Sud de l'Éthiopie.

## Reproduction
La femelle mangouste a une période de gestation de 55 jours. Elle met bas une portée de 4 à 6 petits. 